# Freadelpha leucospila
Freadelpha leucospila är en skalbaggsart som först beskrevs av Jordan 1903.  Freadelpha leucospila ingår i släktet Freadelpha och familjen långhorningar. Inga underarter finns listade i Catalogue of Life.